# Nyabigete
Nyabigete är ett vattendrag i Burundi.   Det ligger i provinsen Makamba, i den södra delen av landet, 110 km sydost om huvudstaden Bujumbura.
Omgivningarna runt Nyabigete är en mosaik av jordbruksmark och naturlig växtlighet. Runt Nyabigete är det tätbefolkat, med 297 invånare per kvadratkilometer.